# 联合基督教会
联合基督教会（縮寫為UCC）是美国的主流新教（Oldline Protestant）教會之一，主要遵循改革宗的傳統，但在历史上也深受信義宗的影响，教會體制主要是會眾制又帶有些許長老制的特點（Covenantal Polity），其總部在克里夫蘭。
联合基督教会是一間神学思想上比较开放的教會，支持民權、女權、墮胎權和LGBT權利。在2009年，联合基督教会是少数公開支持同性婚姻的教會，并且为同性伴侶举行宗教祝福儀式的教会之一。不過UCC採取會眾制，各會堂在教義和會務上保有高度的獨立自主權，不必然採取和總會決議一致的立場。
UCC參與普世教會協會以及世界改革宗聯會（World Communion of Reformed Churches），並和基督會（Disciples of Christ）、美國歸正教會、美國長老教會、美國福音路德教會、Union of Evangelical Churches（德國）、加拿大聯合教會達成共融。UCC重視和不同信仰傳統的對話，以及參與普世教會合一運動。
在2017年，世界改革宗聯會投票決定採納《關於稱義教義的聯合聲明》，該聯合聲明由世界信義宗聯會和羅馬天主教會在1999年發表，宣稱雙方教會對「通過對基督的信念，憑藉神的恩典稱義」這一觀點的一致。

## 历史
联合基督教会是由福音复初会(E&R)和公理基督教会(CC)在1957年联合而成的，这两个教都是由之前的一些小教會联合而成。UCC自我描述為「基督的、改革宗的、會眾的、福音的」（Christian, Reformed, Congregational and Evangelical），其福音主義源自德國的敬虔主義運動。社會福音運動和進步主義的早期代表人物之一華盛頓·格拉登，是UCC的代表人物。
联合基督教会共有5320个大小规模不同的教堂，并且宣称有一百一十万信众，这些信众主要集中在美国。美國前總統巴拉克·歐巴馬過去曾經是這個教會的成員。

## 信仰文件
UCC將歷史上的信條、信仰聲明等文件，視為「信仰告白」（testimonies of faith），而非要求教義標準答案的「信仰測驗卷」（tests of faith）。以下為該教會認為可表達其信仰的典籍與文書：
- 《使徒信經》
- 《尼西亞信經》
- 《海德堡要理問答》 (inherited from both the German Reformed and German Evangelical heritages),
- 《信義宗教理問答小冊（英语：Luther's Small Catechism）》 (inherited from the German Evangelical heritage),
- 《堪薩斯信仰宣言（英语：Kansas City Statement of Faith）》(a 1913 statement in the Congregationalist tradition),
- The Evangelical Catechism (a 1927 catechism in the German Evangelical tradition), and
- 《聯合基督教會信仰宣言（英语：Statement of Faith of the United Church of Christ）》 (written at the founding of the denomination).

## 神學院
- 芝加哥神學院（英语：Chicago Theological Seminary） (Chicago, Illinois)
- Eden Theological Seminary (Webster Groves, Missouri and St. Louis, MO)
- Lancaster Theological Seminary (Lancaster, Pennsylvania)
- Pacific School of Religion (Berkeley, California)
- United Theological Seminary of the Twin Cities (New Brighton, Minnesota)